# Dungeon Siege III
Dungeon Siege III é um RPG de ação desenvolvido pela Obsidian Entertainment. Foi publicado pela Square Enix para PlayStation 3, Xbox 360 e Microsoft Windows em junho de 2011. É o terceiro lançamento completo e quinto no geral da série de jogos eletrônicos Dungeon Siege e o primeiro desde Dungeon Siege: Throne of Agony em 2006. O jogo se passa no reino pseudo-medieval de Ehb, 150 anos após os eventos de Dungeon Siege e segue descendentes de sobreviventes da 10ª Legião em sua busca para restabelecer sua força militar.
O jogo emprega elementos clássicos de RPG em um cenário de alta fantasia. Os jogadores controlam um dos quatro personagens, com um dos outros três controlados pelo computador ou outro jogador usando recursos multijogador. Ao jogar no modo para um jogador, os jogadores podem trocar prontamente o personagem de apoio a qualquer momento, mas ao contrário dos jogos anteriores da série, apenas um personagem companheiro pode estar no jogo ao mesmo tempo. Dungeon Siege III apresenta um extenso conjunto de itens, como armaduras, armas e joias que podem ser usadas para influenciar as habilidades e características dos personagens, com cada personagem tendo seu próprio conjunto exclusivo de roupas, armaduras e armas.
Dungeon Siege III foi anunciado em junho de 2010 como o primeiro título principal da série a não ser desenvolvido pela Gas Powered Games após a compra dos direitos da série pela Square Enix no início daquele ano. O jogo foi desenvolvido pela Obsidian Entertainment com Chris Taylor, o inventor da franquia Dungeon Siege, servindo como conselheiro. O jogo recebeu críticas mistas dos críticos que elogiaram a mecânica e os seus gráficos, especialmente os modelos de personagens. Por outro lado, as opiniões sobre a história, valor de rejogabilidade e sistema multijogador foram mistas.